# NGC 57
NGC 57 är en elliptisk galax i stjärnbilden Fiskarna. Den upptäcktes den 8 oktober 1784 av William Herschel. 

## SN 2010dq

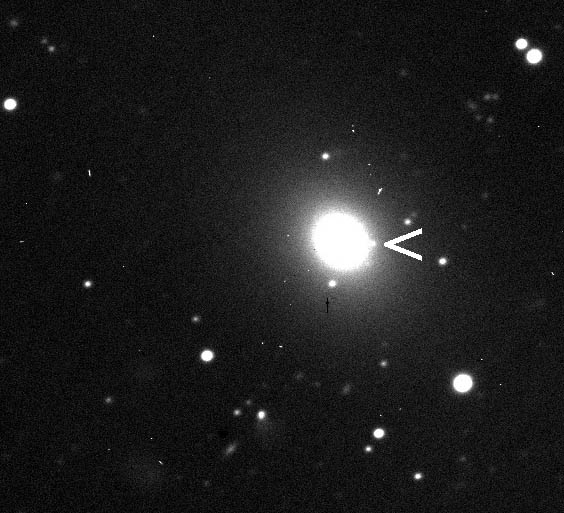
Supernovan 2010dq den 3 september 2010

Den tredje juni 2010 upptäckte Koichi Itagaki en supernova med magnitud 17, 17" till väst och 1" till syd från centret av NGC 57 vid koordinaterna 00 15 29,70 +17 19 41,0.